# أبو جعفر البرقي
أحمد بن محمد بن هارون بن حسان ابو جعفر البَرْقي (؟ - 274هـ، ؟ - 887م). مورِّخ وكاتب سيَر قُتل جده في السجن بالكوفة لأنه من أنصار زيد بن علي الثائر على الخلافة العباسية فهرب إلى بَرْقة من أعمال قُمْ، وهناك نشأ واشتهر وصنّف الكثير من الكتب في إطار المذهب الشيعي، ومنها: الأنساب وأخبار الأمم؛ مغازي النبي؛ بنات النبي؛ الجمل؛ النوادر؛ الأوائل؛ الرجال؛ التبيان في التاريخ؛ وهو من مصادر المسعودي في المروج، وقد طبع في طهران عام 1383هـ، رتبّه على الطبقات حسب أصحاب الأئمة الاثني عشر، وختمه بفصل ذَكَرَ فيه أسماء الصحابة الذين زعم أنهم أنكروا خلافة أبي بكر وأرادوها لعلي بن أبي طالب. وهو يقتصر في التراجم على ذكر الأسماء والنسبة ولا يُعنَى بالجرح والتعديل ولا سنوات الوفاة.